# Die Happy
Die Happy är ett tyskt alterntivt metalband grundat 1993 i den tyska staden Ulm. Bandet grundades av Thorsten Mewes (gitarr), Julian Rosenthal (basgitarr), Marcus Heinzmann (slagverk) och Marta Jandová (sång).
En stor framgång i karriären upplevde bandet år 2001 med deras singel "Supersonic Speed" från albumet med samma namn. Låten hamnade bland singlarna på topp 50 på den tyska singellistan. Sedan dess kunde de bygga en bred fanbas genom att regelbundet släppa musikalbum och uppträda på många konserter.

## Medlemmar
Nuvarande medlemmar
- Marta Jandová – sång (1993– )
- Thorsten Mewes – gitarr (1993– )
- Ralph Rieker – basgitarr (1999– )
- Jürgen Stiehle – trummor (1999– )

Tidigare medlemmar
- Marcus Heinzmann – trummor (1993–1996)
- Julian Rosennthal – basgitarr (1993–1993)
- Frede Ferber – basgitarr (1994–1999)
- Holger Fiesel – trummor (1996–1999)

Bildgalleri

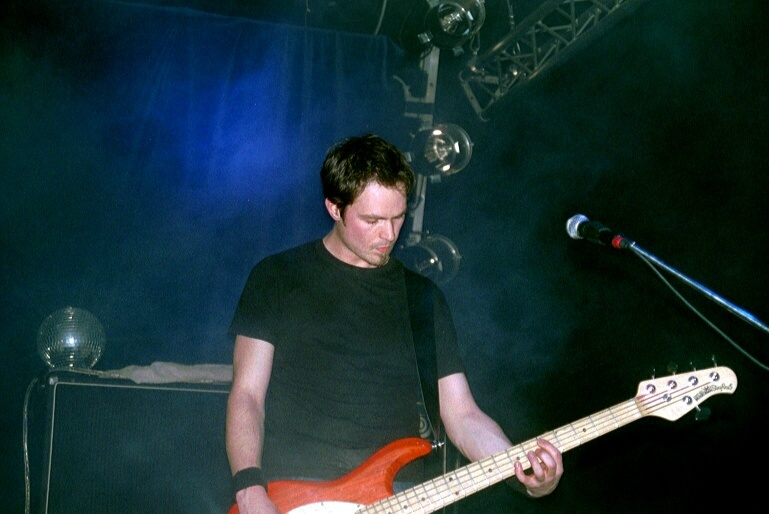
Ralph Rieker
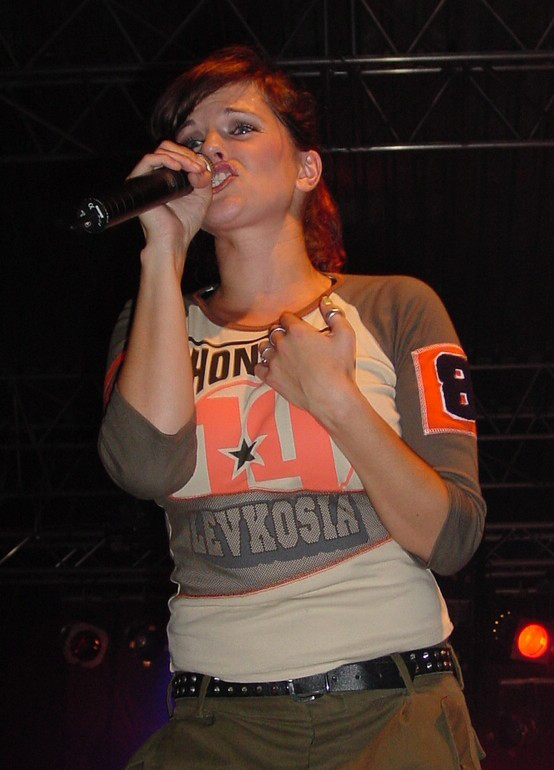
Marta Jandová
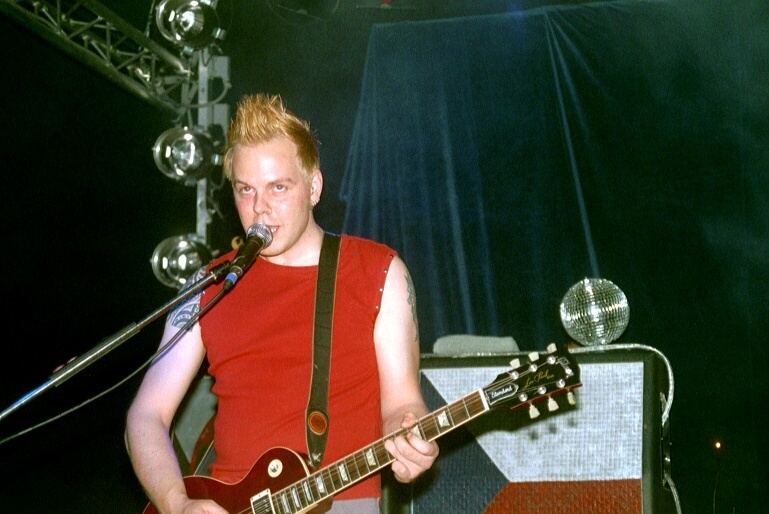
Thorsten Mewes
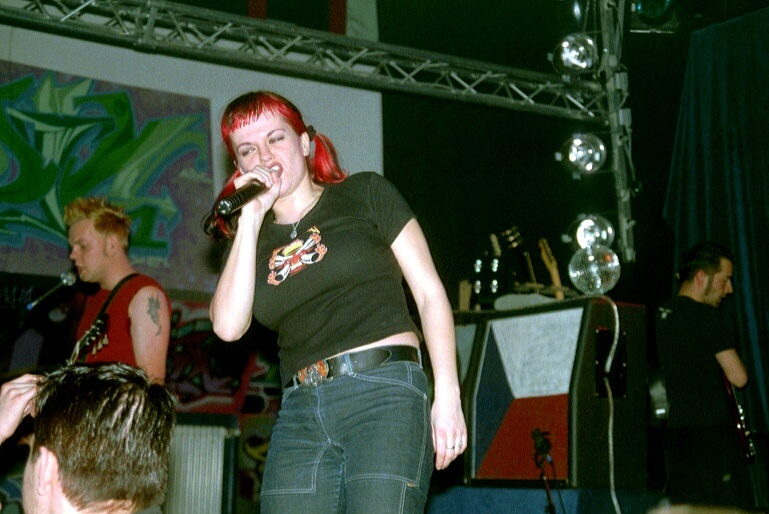
Die Happy 2001

## Diskografi
Studioalbum
- 1996 – Dirty Flowers
- 2001 – Supersonic Speed
- 2002 – Beautiful Morning
- 2003 – The Weight of the Circumstances
- 2005 – Four And More - Unplugged
- 2005 – Bitter to Better
- 2006 – No Nuts No Glory
- 2008 – VI
- 2010 – Red Box
- 2014 – Everlove
- 2020 – Guess What

Livealbum
- 2012 – 1000th Show Live

EP
- 1994 – Better Than Nothing
- 1997 – Promotion

Singlar
- 2000 – "Supersonic Speed"
- 2001 – "One Million Times"
- 2001 – "Like a Flower"
- 2002 – "Goodbye"
- 2002 – "Not That Kind of Girl"
- 2002 – "Cry For More"
- 2003 – "Big Boy"
- 2003 – "Everyday's a Weekend"
- 2004 – "Slow Day"
- 2005 – "Big Big Trouble"
- 2005 – "I Am"
- 2006 – "Wanna Be Your Girl"
- 2006 – "The Ordinary Song"
- 2008 – "Still Love You"
- 2008 – "Peaches"
- 2010 – "Dance For You Tonight"
- 2011 – "Anytime"
- 2014 – "I Could Die Happy"
- 2019 – "Love Suicide"

Samlingsalbum
- 2009 – Most Wanted 1993 - 2009